# Ktenoura
Ktenoura is een geslacht van uitgestorven trilobieten, dat leefde van het Laat-Ordovicium tot het Siluur.

## Beschrijving
Deze 5 cm lange trilobiet bezat een langwerpige schaal met een 11 segmenten bevattend borststuk. Op het kopgedeelte bevonden zich propare gezichtsnaden, dat wil zeggen ze sneden de rand van de wang vóór de hoek. De wangen en pleurale lobben waren smal, de kleine ogen stonden aan de voorzijde en dicht bij de naar voren geleidelijk breder wordende, bolle glabella. De segmenten waren voorzien van een bijzondere scharnierconstructie, waardoor dit dier zich heel stevig kon oprollen. Het staartschild was vrij klein en was bezet met drie paar lange, naar achteren gekromde stekels aan de rand. Het geslacht leefde in de zeeën van het continentaal plat.